# Kłodnica (Kędzierzyn-Koźle)
Kłodnica (niem. Klodnitz) – część miasta oraz jedno z 16 osiedli administracyjnych miasta Kędzierzyna-Koźla. Siedziba Rady Osiedla znajduje się przy ulicy Kłodnickiej 38A. Przewodniczącą Zarządu Osiedla (2023) jest Dorota Tomala.
Dawniej wieś i gmina jednostkowa. Od 1945 gromada (sołectwo) w zbiorowej gminie Kłodnica w Polsce (której była siedzibą). W latach 1954–1959 w gromadzie Kłodnica (będąc jej siedzibą), 1959–1972 na prawach osiedla, a 1973–1975 odrębne miasto. 30 października 1975 włączona do miasta Kędzierzyna, przemianowanego 3 listopada 1975 na Kędzierzyn-Koźle.
Kłodnica położona jest w centralnej (obszarowo) części miasta, między Kędzierzynem a Koźlem, przy ujściu Kanału Kłodnickiego i Kanału Gliwickiego do Odry.

## Nazwa
7 maja 1946 r. ustalono urzędową polską nazwę miejscowości – Kłodnica, określając drugi przypadek jako Kłodnicy, a przymiotnik – kłodnicki.

## Historia
W zapiskach z 1303 zachowała się informacja o istnieniu wsi Kłodnica. W 1783 Kłodnica liczyła 383 mieszkańców. W 1814 Kłodnica uwolniła się od pańszczyzny.
Od końca XVIII w. wieś posiadała własną pieczęć gminną, na której wizerunku przedstawiono pień z wbitą w niego piłę i nad nim siekierę.
W latach 1792–1821 wybudowano Kanał Kłodnicki, który pobudził rozwój gospodarczy okolic Koźla. Po Kanale Kłodnickim kursowało rocznie ponad tysiąc statków, przewożąc głównie towary z Gliwic do manufaktury w Sławięcicach oraz do składnicy towarów żelaznych utworzonej u ujścia Kanału do Odry. W 1861 wybudowano bocznicę kolejową z Kędzierzyna do przystani przy Kanale Kłodnickim.
| Liczba ludności w miejscowości | 1845 | 1855 | 1861 |
| ------------------------------ | ---- | ---- | ---- |
| Kłodnica                       | 1217 | 1377 | 1505 |

W 1910 w Kłodnicy mieszkało 3709 osób.
9 listopada 1919 władze niemieckie przeprowadziły na Górnym Śląsku wybory komunalne. W powiecie kozielskim strona polska zdobyła w Kłodnicy 3 z 12 mandatów. W plebiscycie w Kłodnicy padło 1535 głosów za Niemcami i 494 za przyłączeniem do Polski.
Podczas III powstania śląskiego 10 maja 1921 nacierające od wschodu siły powstańcze dowodzone przez ppor. W. Fojkisa zdobyły Kłodnicę i Koźle-Port, wypierając Niemców na drugi brzeg Odry do Koźla. 4 czerwca 1921 niemieckie oddziały przeszły do kontrofensywy, odbijając Koźle-Port, Kłodnicę i Kędzierzyn. 17-letni Franz Weiss, mieszkaniec Górki Prudnickiej, został rozstrzelany 5 czerwca 1921 przy Kanale Kłodnickim, ponieważ uznano go za polskiego szpiega, gdy próbował przedostać się z Górnośląskiego Okręgu Przemysłowego do swojej rodzinnej miejscowości.
W lipcu 1922 powiat kozielski został oficjalnie przekazany administracji niemieckiej i z powrotem włączony do Niemiec.
| Liczba ludności w miejscowości | 1910 | 1925 | 1929 | 1935 | 1939 |
| ------------------------------ | ---- | ---- | ---- | ---- | ---- |
| Kłodnica                       | 3736 | 4123 | 4173 | 4670 | 4943 |

31 stycznia 1945 Armia Czerwona zajęła Kłodnicę. 21 marca 1945 rozpoczęło się przejmowanie od Armii Czerwonej obiektów gospodarczych w powiecie kozielskim. Na początku 1946 w Kłodnicy mieszkało 3098 osób.
| Ludność miejscowości według spisu powszechnego | 1950 | 1960 | 1970 |
| ---------------------------------------------- | ---- | ---- | ---- |
| Kłodnica                                       | 3340 | 3677 | 4500 |

25 września 1954 reforma podziału administracyjnego powołała na terenie powiatu kozielskiego 30 gromad, w tym Gromada Kłodnicy. W listopadzie 1959 Kłodnica otrzymała status osiedla.
1 stycznia 1973 Kłodnica otrzymała prawa miejskie.
15 października 1975 nastąpiło połączenie miast Koźla, Kędzierzyna, Kłodnicy i Sławięcic oraz 3 wsi (Lenartowic, Miejsca Kłodnickiego i Cisowej) – początek dzisiejszego miasta Kędzierzyn-Koźle.

## Zabytki
Do wojewódzkiego rejestru zabytków wpisany jest:
- dom, ul. Ignacego Krasickiego 12, drewniany, z XIX wieku, nie istnieje
- kanał Kłodnicki, łączący Koźle z Gliwicami, zabytkowy, wybudowany w latach 1792–1812

Jest to jedyny kanał ze śluzami komorowymi zachowany w Europie. W granicach miasta zachowało się 5 śluz.
Inne zabytki:
- kaplica pańszczyźniana, ul. Stanisława Wyspiańskiego.

## Komunikacja

### Układ drogowy
W Kłodnicy znajduje się skrzyżowanie drogi krajowej nr 40 z drogą wojewódzką 423.

### Komunikacja miejska
Miejski Zakład Komunikacyjny w Kędzierzynie-Koźlu posiada w dzielnicy Kłodnica 7 przystanków autobusowych: Wyspiańskiego I, Wyspiańskiego II, Kościół, Kanał, Szkoła specjalna, Skrzyżowanie, Krasickiego.
Przez Kłodnicę przebiega siedem linii autobusowych, na trasach: 1, 2, 4, 10, 13, 14, 15. Dodatkowo wybrane kursy linii nr 5.

## Kultura
- Filia nr 10 (ul. Ignacego Krasickiego 1) Miejskiej Biblioteki Publicznej w Kędzierzynie-Koźlu. Oferuje dostęp do Internetu.
- Osiedlowy Dom Kultury w Kłodnicy.

## Edukacja
- Zespół Szkół Miejskich nr 2 (dawniej Publiczna Szkoła Podstawowa nr 15 im. Jana Kochanowskiego oraz Publiczne Gimnazjum nr 2), ul. Karola Szymanowskiego 19.
- Zespół Szkół im. Jana Brzechwy (Podstawowa i Gimnazjum), ul. Ignacego Krasickiego 10.

## Kościoły i Związki Wyznaniowe
- Rzymskokatolicka Parafia Matki Bożej Bolesnej w Kędzierzynie-Koźlu, ul. Kłodnicka 2.
- Zjednoczony Kościół Ewangeliczny – Dom Modlitwy, ul. Kowalska 2.

## Sport
- Kompleks sportowo-rekreacyjny (ul. Sportowa 15) – wykorzystywany do szkolenia i rozgrywek w piłce nożnej oraz do organizacji imprez sportowych, rekreacyjnych, kulturalnych i innych.

## Władze miasta
Naczelnik miasta:
- Jerzy Wantuła

Dalej patrz Kędzierzyn-Koźle.